# Chiesa di Santa Maria Maddalena (Treviso)
La chiesa di Santa Maria Maddalena è un luogo di culto cattolico di Treviso. Si trova nel centro storico, affacciata sulla piazzetta Santa Maria Maddalena, poco distante da porta San Tomaso.

## Storia
La chiesa originale, sin dall'inizio affidata ai gerolimini, fu distrutta nel primo Cinquecento per far posto alla nuova cinta muraria. Venne però ricostruita sul luogo attuale e consacrata nel 1588.
In seguito alla soppressione dei gerolimini, nel 1772 il complesso fu assegnato alle orsoline. Nel 1810, chiuso il convento e soppressa la vicina parrocchiale di San Bartolomeo, fu dichiarata succursale di Santa Maria Maggiore. Il monastero fu invece utilizzato come casa di riposo (la Casa di Ricovero) fino al 2012.
Dal 1925 è a sua volta parrocchiale.

## Descrizione
La facciata a capanna della chiesa è tripartita verticalmente da spoglie lesene, tagliate centralmente da una cornice marcapiano orizzontale e sovrastate in alto da un sottile architrave, sul quale poggia il frontone. Le sei partizioni che ne risultano sono occupate ciascuna da apertura: quattro finestre nei riquadri laterali, il portale e, sopra, un disadorno rosone. Alcune tracce di affrescatura secentesca occupano le superfici dei tre riquadri bassi; l'unica figura distinguibile è la rappresentazione di santa Maria Maddalena dipinta sopra il timpano del portale.

All'interno l'edificio è ad una sola navata; vi si conservano opere pittoriche attribuite a Carletto Caliari, ad Antonio Beni, a Giovan Battista Canal, a Simone Forcellini, a Jacopo Marieschi e ad Antonio Molinari, oltre alla pala d'altare Noli me tangere attribuita alla scuola del Veronese. Vanno ricordate anche le sculture di Giovanni Marchiori raffiguranti La Fede e La Speranza (XVIII secolo).

La chiesa è affiancata da un campanile la cui cella campanaria è aperta da bifore a sesto acuto.

### Organo
L'organo fu costruito da Beniamino Zanin nel 1888 e in seguito è stato restaurato dal discendente Francesco. Conta due tastiere e 23 registri reali.

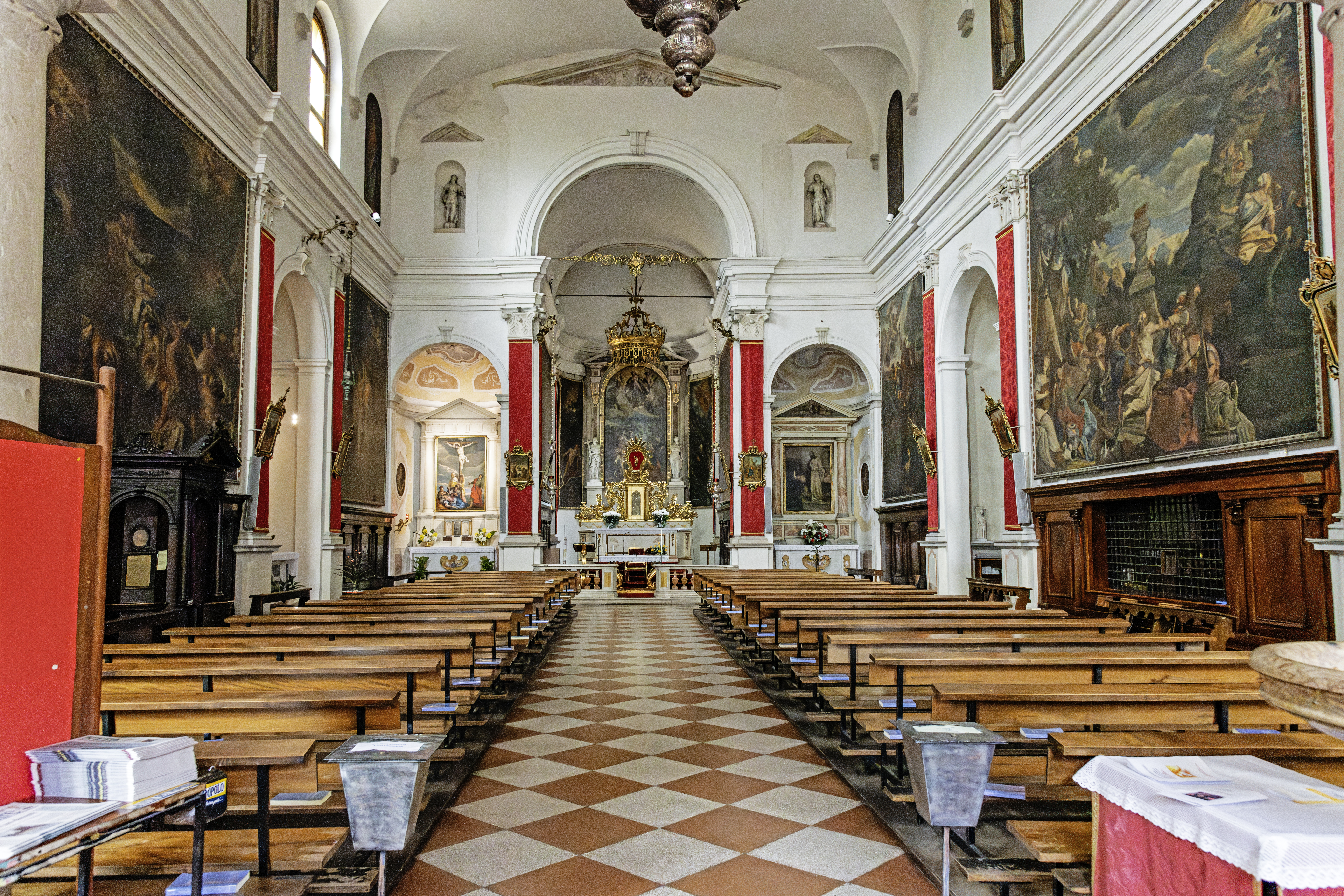
L'interno della chiesa
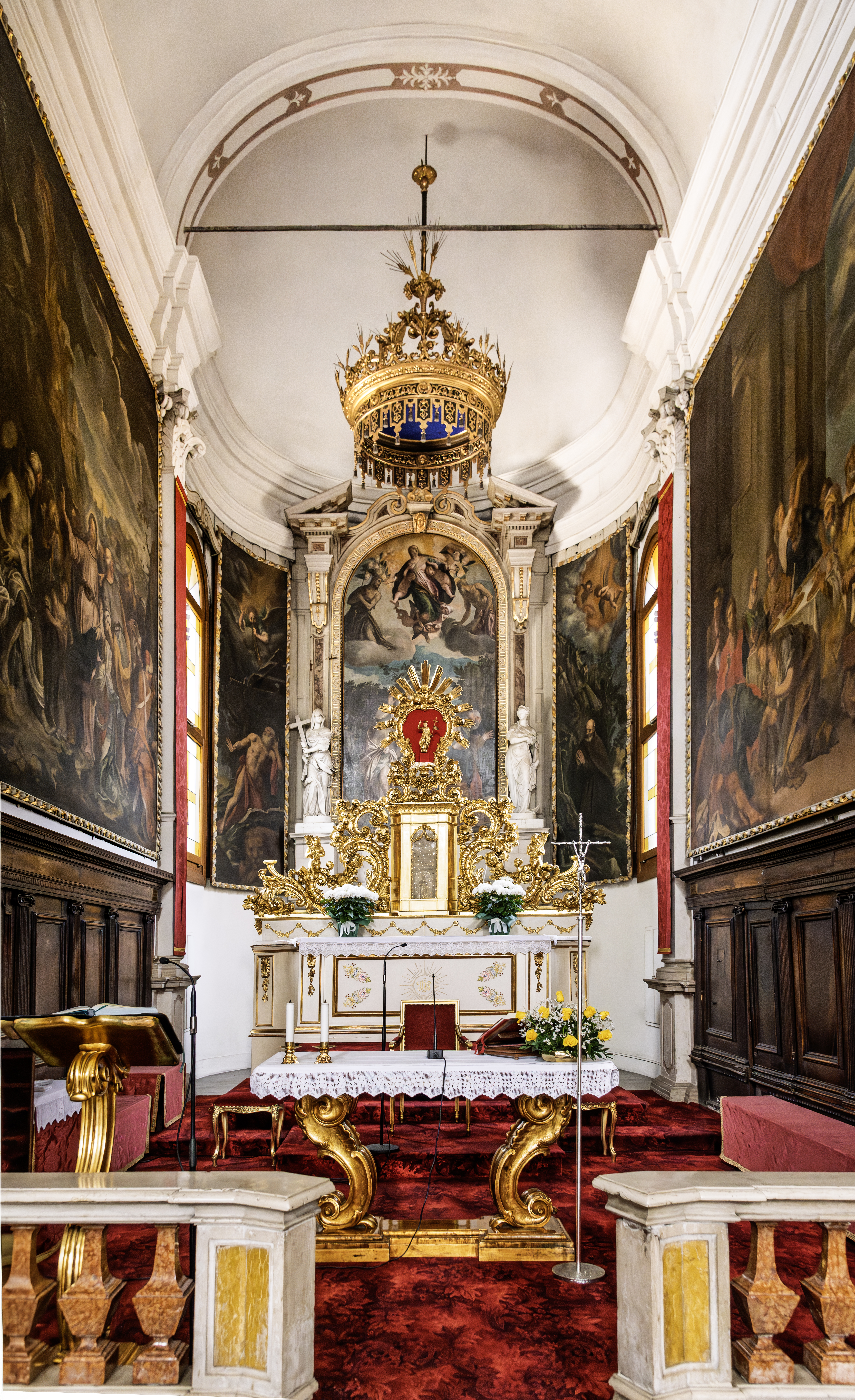
Il coro
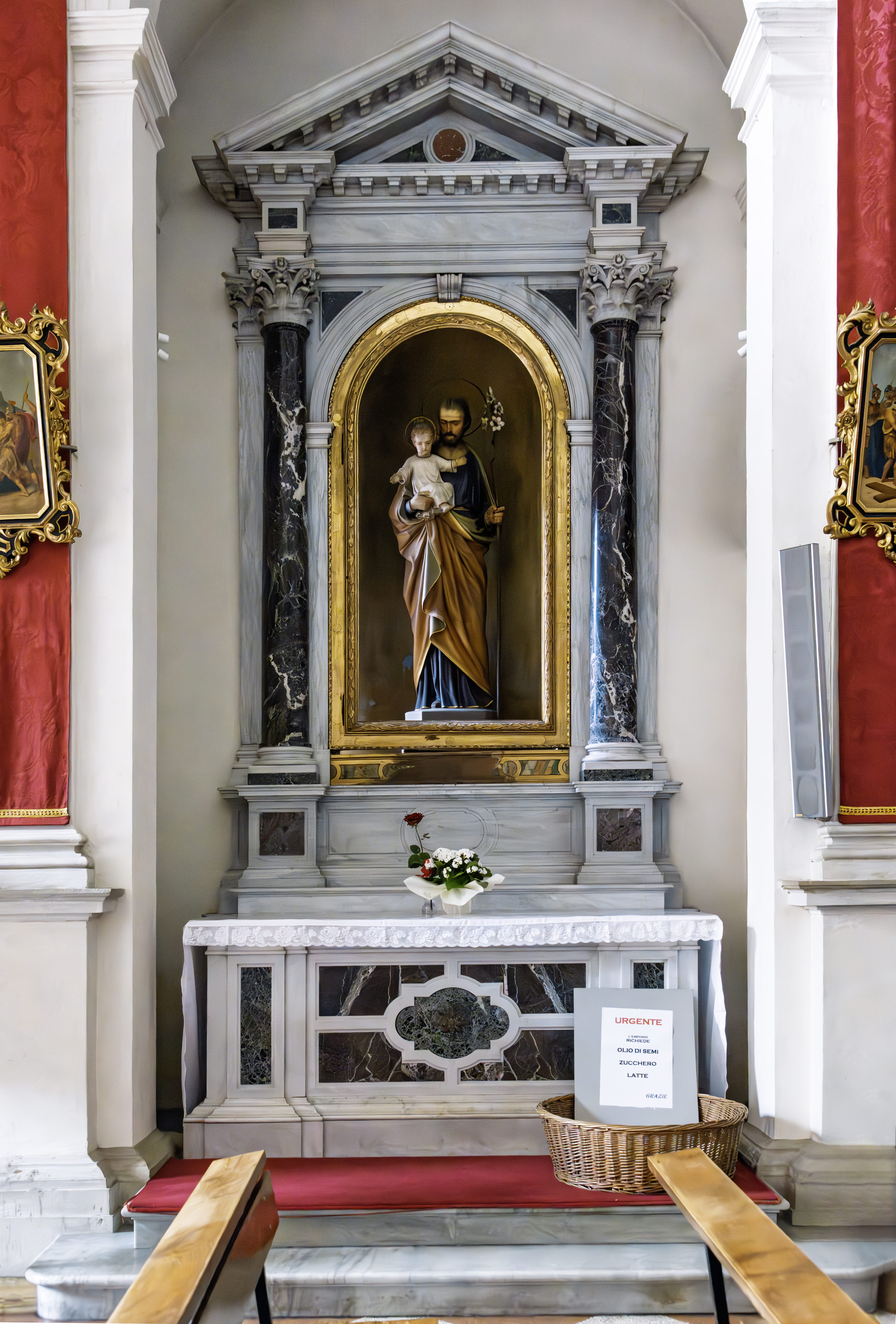
Cappella di San Giuseppe
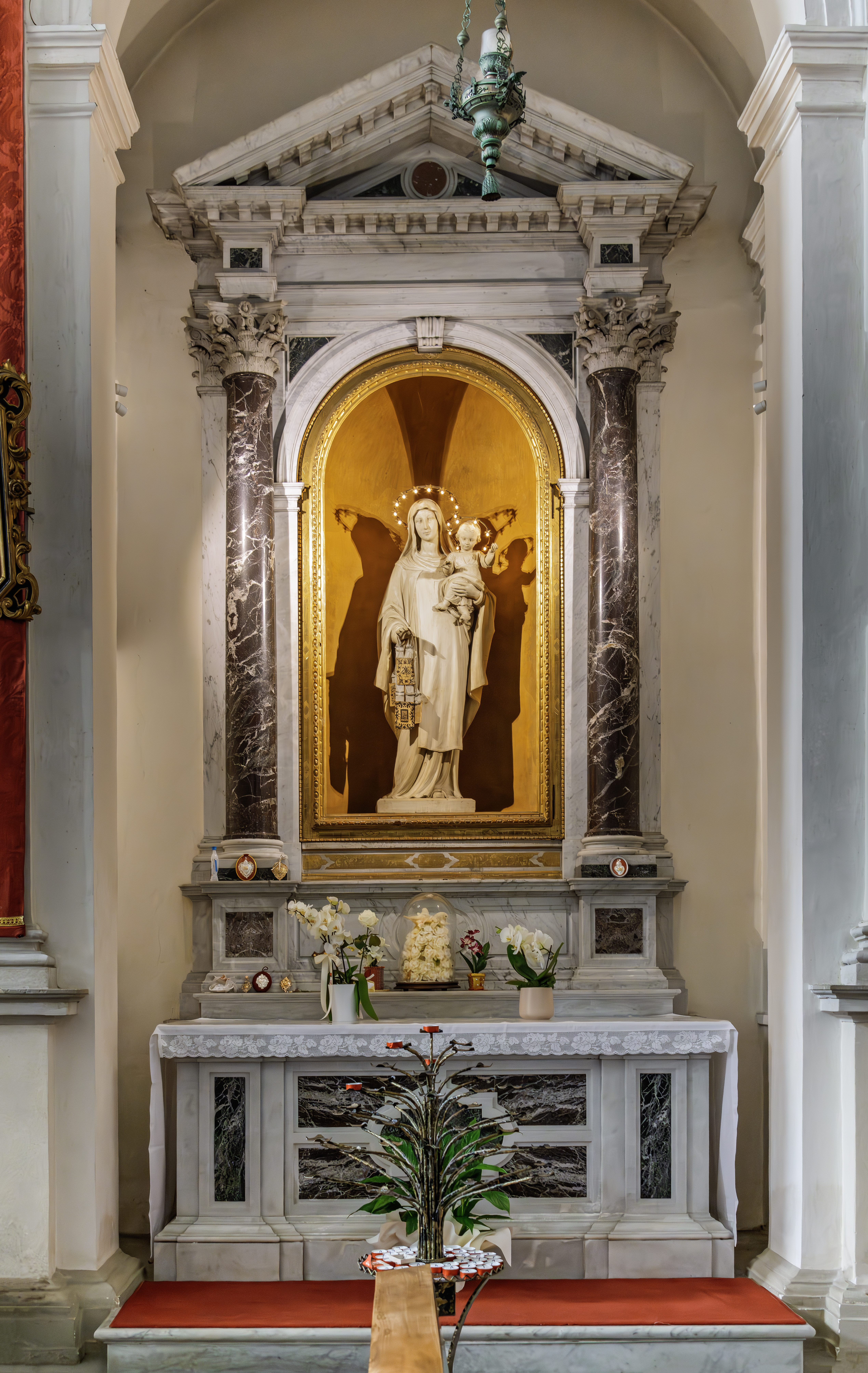
Cappella della Vergine
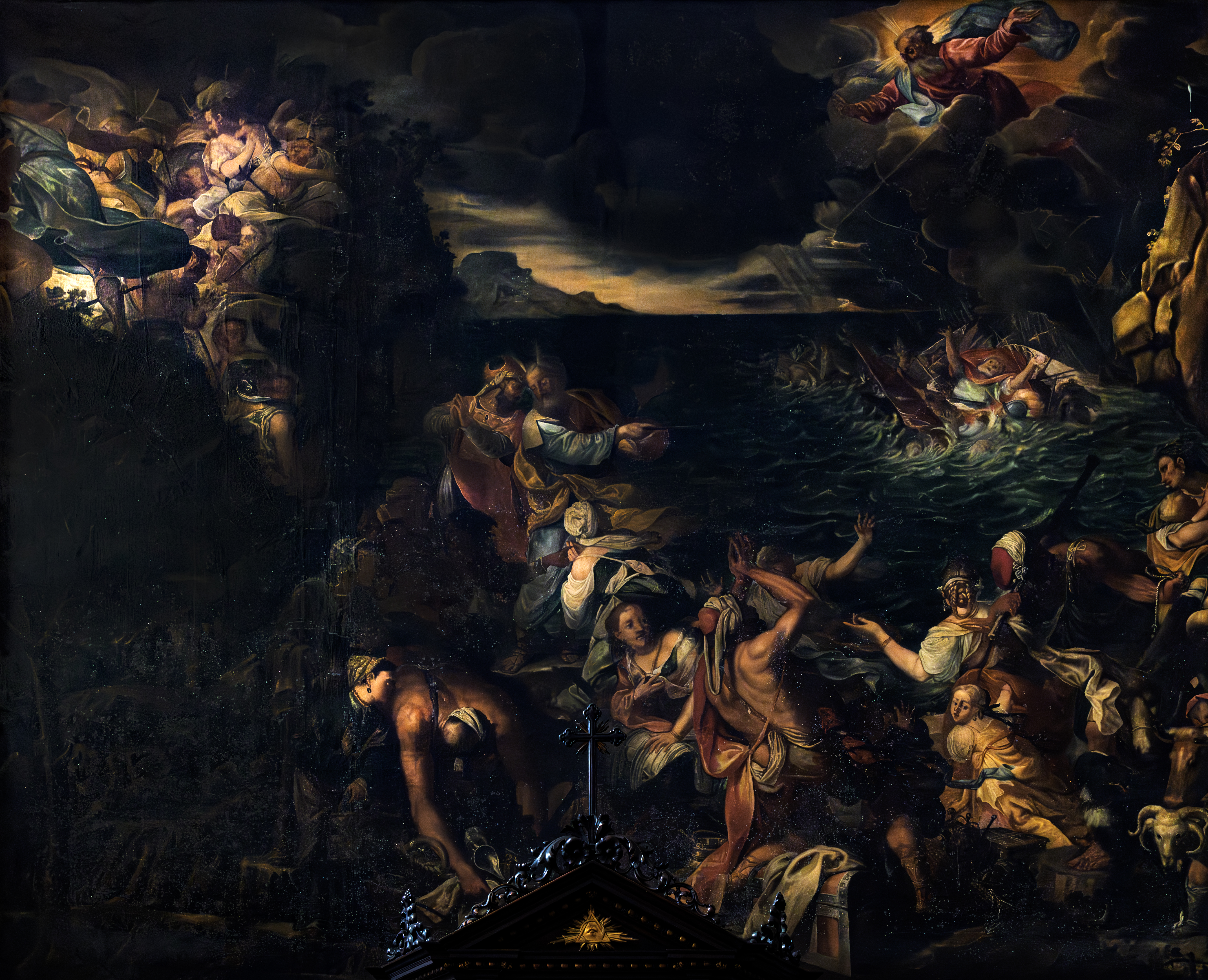
Passaggio del Mar Rosso - Simone Forcellini
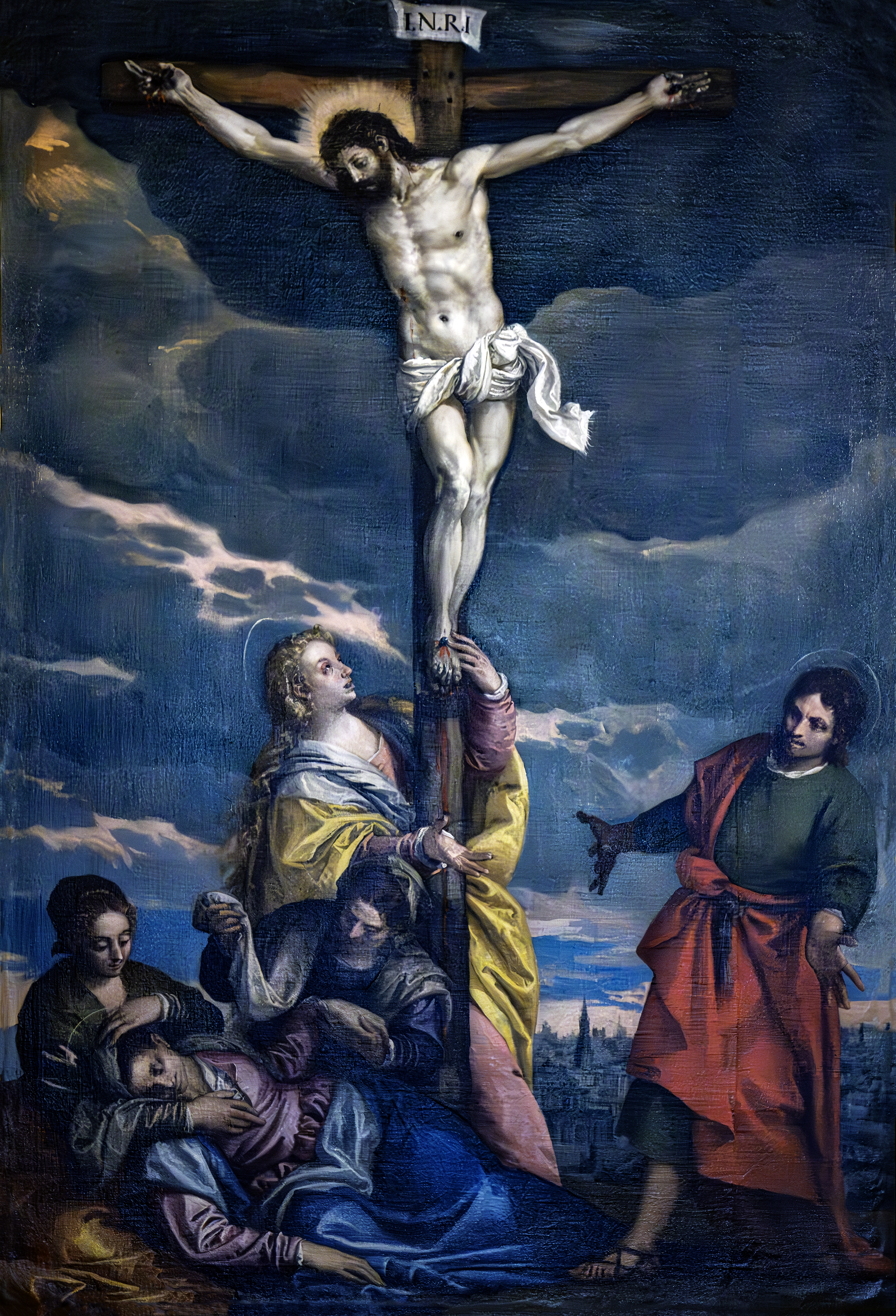
Pala della Crocifissione